# Fredegonde (inslagkrater)
Fredegonde is een inslagkrater op de planeet Venus. Fredegonde werd in 1991 genoemd naar Fredegonde (545-597), de echtgenote van de Frankische koning Chilperik I.
De krater heeft een diameter van 25,2 kilometer en bevindt zich in het gelijknamig quadrangle Fredegonde (V-57).